# Karl L. King
Karl Lawrence King (Paintersville, in Greene County, 21 februari 1891 – Fort Dodge, 31 maart 1971) was een Amerikaanse componist en dirigent. Hij was de zoon en het enige kind van het echtpaar Sandusky L. King (1865-1923) en Anna May Lindsey Bullis (1869-1965).  Hij gebruikte soms zijn beide voornamen als pseudoniem: Carl Lawrence. 

## Levensloop

### Jeugd
King vertrok met zijn ouders eerst naar Xenia en korte tijd later in 1902 naar Canton (eveneens in Ohio). Met de salaris voor het uitbrengen van dagbladen kon hij zich toen het eerste muziekinstrument, een kornet, kopen. De les voor dit instrument kreeg hij door de dirigent van de muziekkapel van de plaatselijke Grand Army Band Emile Reinkendorff. Afgezien van deze eerste instructies groeide hij op als en meestal autodidactische instrumentalist. Later kreeg hij ook nog enige instructies door muzikanten vanuit de "Canton Marine Band" en vier uur les op de piano en een les voor harmonie bij de dirigent William Bradford. Als componist is hij volledig autodidact en studeerde vele partituren. Hij stopte met de schoolopleiding om het grafische vak te leren (terwijl hij 's nachts eerste eenvoudige stukken componeerde), maar al spoedig stapte hij over om in harmonieorkesten mee te spelen en te componeren.

### Eerste stappen als musicus
Zijn eerste professionele functie was in de "Thayer Military Band" in Canton, toen gedirigeerd door William E. Strassner. Hij wisselde ook zijn instrument van kornet naar bariton met instructies door Strassner. Vanaf 1909 speelde hij in de Neddermeyer Band in Columbus, toen gedirigeerd door de naamgever Fred Neddermeyer. Verder speelde hij in de Soldier’s Home Band in Danville.

### Solistische optredens en dirigent van "circusbands"
Vanaf 1910 verzorgde hij eerste solistische optredens als baritonist met circus harmonieorkesten, bijvoorbeeld in de "Robinson Famous Shows" die gedirigeerd werden door Woodring Van Anda, meestal als "Woody Van" betekend. In het volgende jaar was hij solist in de Yankee Robinson Circus band onder leiding van Theodore Stout. In 1912 soleerde hij met het harmonieorkest van Sells-Floto Circus onder leiding van de componist en dirigent Walter Paul English (1867-1916), meestal "Woddy" genoemd. In 1913 werd hij lid van het harmonieorkest van de circus Barnum and Bailey, dat toen gedirigeerd werd door Ned Brill. Op verzoek van Brill schreef hij in 1913 zijn wel meest beroemde mars Barnum and Bailey's Favorite en misschien wel de meest bekende Amerikaanse muziek speciaal geschreven voor het circus. In ieder geval werd het de herkenningstune van het Barnum and Bailey Circus.
In 1914 begon zijn eerste aanstelling als dirigent; hij was tot 1915 dirigent van het harmonieorkest van Sells Floto Circus en van Buffalo Bill's Wild West Show. Van 1917 tot 1918 was hij dirigent van het harmonieorkest van de Barnum and Bailey Circus die toen met de Greatest Show on Earth een tournee door de Verenigde Staten verzorgde. Een van de hoogtepunten met dit orkest was zekerlijk een concert in Madison Square Garden in New York. In dit circus werkte ook zijn latere vrouw Ruth Lovett mee, die het stoomorgel bediende. Hij huwde met Ruth Lovett op 17 november 1916.

### Dirigent, winkelier en componist
In 1919 werd hij dirigent van de Grand Army Band in Canton. In hetzelfde jaar werd zijn enige zoon Karl L. King jr. geboren en hij richtte een muziekuitgeverij K.L. King Music House op. Het eerste werk wat hij daar publiceerde was zijn Broadway One-Step. In 1920 verhuisde hij naar Fort Dodge en werd aldaar dirigent van de Fort Dodge Municipal Band. In deze functie bleef hij de volgende 51 jaar en dit harmonieorkest werd als de zogenaamde "King’s Band" bekend. Het orkest verzorgde optredens op tentoonstellingen, exposities en rodeoevenementen, maar gaf ook regelmatig concerten in de stad.
Als componist publiceerde hij meer dan 300 werken, waarvan 188 marsen. De bekendheid in de Verenigde Staten, die John Philip Sousa als schrijver van patriottische marsen had, had King te danken aan zijn circusmarsen. Alhoewel hij als marsenkoning wordt beschouwd, componeerde hij ook andere werken zoals galoppen, ouvertures, serenades, walsen en intermezzi. In 1929 werd hij lid van de American Bandmasters Association (ABA), waarvan hij in 1939 voorzitter werd en in 1967 tot erelid werd benoemd. In 1953 werd hij tot eredoctor van de Phillips University in Enid benoemd. Hij was voorzitter van de Iowa Bandmasters Association en werd opgenomen in de Academy of Wind and Percussion Arts.

## Composities

### Werken voor orkest
- 1909: - Moonlight on the Nile, Oriëntaalse wals
- 1909: - Southern Roses, wals
- 1909: - Venetian Beauties, wals
- 1910: - Celestial Choir, reverie
- 1910: - Desdemona, walsen
- 1911: - American Beauty, wals
- 1911: - Aviation Tournament, mars
- 1911: - Canton Aero Club, mars
- 1911: - Dance of the Imps, karakteristieke Schottische
- 1911: - Evening Shadows, serenade
- 1911: - Excelsior, galop
- 1911: - Love's Way, wals
- 1911: - My Lady, wals
- 1911: - Over the Stars, wals
- 1911: - Roll of Honor, mars
- 1911: - Sons of Veterans, mars
- 1911: - The Avenger, mars
- 1911: - The Conqueror, ouverture
- 1911: - The Joy Riders, mars
- 1911: - The Rifle Rangers, mars
- 1911: - The Siren, wals
- 1911: - The Victor, mars
- 1911: - The Viking, mars
- 1911: - Triumph, mars
- 1911: - Water Lilies, wals
- 1912: - Apollo, mars
- 1912: - Belle Isle, wals
- 1912: - Columbian, mars
- 1912: - Fidelity, mars
- 1912: - Fond Hearts, serenade
- 1912: - Friendship, mazurka
- 1912: - Homestretch, galop

- 1912: - Loyalty, mars
- 1912: - Mooning, serenade
- 1912: - Morning Tears, bloemenlied
- 1912: - Roses and Orchids, wals
- 1912: - Royal Emblem, ouverture
- 1912: - Royal Hussars, mars
- 1912: - The Centaur, mars
- 1912: - The Iron Count, ouverture
- 1912: - The Royalist, ouverture
- 1912: - Wild Rose, Schottische
- 1913: - A Night in June, serenade
- 1914: - On A Summer's Eve, reverie
- 1916: - Alcazar, mars
- 1916: - Alpine Sunset, romantische wals
- 1916: - Don Caezar, mars
- 1916: - Georgia Girl
- 1916: - Indian Serenade
- 1916: - Knight Errant, mars
- 1916: - Mercury, mars
- 1916: - Niagara Maid, mars
- 1916: - Nightfall, serenade
- 1916: - Passing of the Red Man, Indiaans karakterstuk
- 1916: - The Discriminator, mars
- 1916: - Troubador, mars
- 1916: - Wyoming Days, intermezzo
- 1917: - In Old Portugal, wals
- 1917: - On The Warpath, Indiaanse krijgsdans
- 1917: - Selection From Prince Charming
- 1918: - The High Private, mars
- 1918: - Vanguard of Democracy, mars
- 1919: - Enchanted Night, wals
- 1919: - Kentucky Sunrise, two-step

- 1919: - Spanish Romance, intermezzo
- 1919: - The Walking Frog, mars
- 1919: - Ung-Kung-Foy-Ya, Chinees intermezzo
- 1920: - An Autumn Romance, serenade
- 1920: - Hosts of Freedom, mars
- 1920: - Tuscarawas, mars
- 1921: - Cyrus the Great, Perzische mars
- 1921: - Monte Carlo, mars
- 1921: - Sir Henry, mars
- 1923: - Cle Elum Eagles, mars
- 1923: - Cruiser Omaha, mars
- 1923: - Eclipse Galop
- 1923: - Fete Triumphal, mars
- 1923: - Fountain of Youth, ouverture
- 1923: - In Old Pekin, Chinese romance
- 1923: - The Octopus and the Mermaid, een diepzee serenade
- 1923: - The Silver Fountain, wals
- 1923: - Vindication, mars
- 1923: - Walsenburg, galop
- 1923: - Yellowstone Trail, mars
- 1924: - In A Moonlit Garden, intermezzo
- 1925: - Lovers Lane, romance
- 1925: - Step On It!, mars
- 1925: - The Caravan Club, mars
- 1925: - The Masquerader, mars
- 1925: - The Three Musketeers, mars
- 1926: - Valiant Youth, mars
- 1928: - Barnum and Bailey's Favorite, mars
- 1929: - The Golden Dragon, ouverture

### Werken voor harmonieorkest
- 1909: - Moonlight on the Nile, Oriëntaalse wals
- 1909: - Canton Aero Club, mars
- 1909: - Carrollton, mars
- 1909: - Celestial Choir, reverie
- 1909: - March T.M.B. (Thayer Military Band)
- 1909: - Sons of Veterans, mars
- 1909: - Venetian Beauties, wals
- 1910: - American Beauty, wals
- 1910: - Dance of the Imps, karakteristieke Schottische
- 1910: - Desdemona, walsen
- 1910: - Emblem of Freedom, mars
- 1910: - Evening Shadows, serenade
- 1910: - Excelsior, galop
- 1910: - Love's Way, wals
- 1910: - Military Life, two-step
- 1910: - My Lady, wals
- 1910: - Over the Stars, wals
- 1910: - Ponderoso, mars
- 1910: - Roll of Honor, mars
- 1910: - Southern Roses, wals
- 1910: - The Avenger, mars
- 1910: - The Conqueror, ouverture
- 1910: - The Devil and the Deep Blue Sea, humoreske
- 1910: - The Gateway City, mars
- 1910: - The Joy Riders, mars
- 1910: - The Melody Shop, mars
- 1910: - The Rifle Rangers, mars
- 1910: - The Siren, wals
- 1910: - The Victor, mars
- 1910: - Triumph, mars
- 1910: - Water Lilies, wals
- 1910: - Westlawn Dirge
- 1911: - Aviation Tournament March
- 1911: - Neddermeyer Triumphal March
- 1911: - Robinson's Grand Entrée, mars
- 1911: - The Iron Count, ouverture
- 1911: - The Viking March - werd later het strijdlied Indiana, Our Indiana van de Indiana University in Bloomington
- 1911: - Triumphal March
- 1911: - Wanderlust, mars
- 1911: - Woody Van's, mars
- 1912: - A Night in June, serenade voor kornet (of klarinet) en harmonieorkest
- 1912: - Apollo March
- 1912: - Belle Isle
- 1912: - Columbian, mars
- 1912: - Fidelity, mars
- 1912: - Fond Hearts, serenade
- 1912: - Friendship, mazurka
- 1912: - Garland Entrée, mars
- 1912: - Homestretch, galop
- 1912: - Loyalty, mars
- 1912: - Mooning, serenade
- 1912: - Morning Tears, bloemenlied
- 1912: - Princess of India, ouverture
- 1912: - Remembrance
- 1912: - Roses and Orchids, wals
- 1912: - Royal Enblem, ouverture
- 1912: - Royal Hussars, mars
- 1912: - Spirit of Springtime, wals
- 1912: - The Centaur, mars
- 1912: - The Royalist, ouverture
- 1912: - Wild Rose, Schottische
- 1913: - Barnum and Bailey's Favorite, mars
- 1913: - Emporia, galop
- 1913: - Howdy Pap, mars
- 1913: - Ragged Rozey, mars
- 1913: - Sunshine, galop
- 1913: - The Defending Circle, mars
- 1913: - The Mystic Call, mars
- 1914: - Alcazar, mars
- 1914: - Don Caezar, mars
- 1914: - Eventide, serenade
- 1914: - Georgia Girl, karakteristieke two-step
- 1914: - Gypsy Queen, ouverture
- 1914: - Knight Errant, mars
- 1914: - Mercury, mars
- 1914: - Niagara Maid, mars
- 1914: - Nightfall, serenade
- 1914: - On A Summer's Eve, reverie
- 1914: - Pride of Arizona, mars
- 1914: - Royal Palm, ouverture
- 1914: - Sells-Floto Triumphal, mars
- 1914: - Solitude, voor trombone en harmonieorkest
- 1914: - The Baronet, ouverture
- 1914: - The Discriminator, mars
- 1914: - Troubador, mars
- 1914: - Wood-Nymphs, polka
- 1914: - Wyoming Days, intermezzo
- 1915: - Arabian Nights, Oriëntaals intermezzo
- 1915: - Bon Voyage, mars
- 1915: - Forest City Commandery, mars
- 1915: - Invicible, ouverture
- 1915: - On The Warpath, Indiaanse krijgsdans

- 1915: - Persian Moonlight, wals
- 1915: - Selection From Prince Charming
- 1915: - Walsenburg, galop
- 1916: - Alpine Sunset, romantische wals
- 1916: - Diplomacy, mars
- 1916: - Gallant Zouaves, mars
- 1916: - Passing of the Red Man, Indiaans karakterstuk
- 1916: - The Altar of Genius, ouverture
- 1916: - The Huntress, mars
- 1917: - Eclipse Galop
- 1917: - In Old Portugal, wals
- 1917: - Sir Galahad, mars
- 1917: - Spanish Romance, intermezzo
- 1918: - Bolivar
- 1918: - Sarasota, mars
- 1918: - The High Private, mars
- 1918: - Vanguard of Democracy, mars
- 1919: - Broadway One-Step
- 1919: - Enchanted Night, walsen
- 1919: - Fame and Fortune, mars
- 1919: - Kentucky Sunrise, two-step
- 1919: - Majestic, galop
- 1919: - Ohio Division, mars
- 1919: - The Royal Scotch Highlanders, mars
- 1919: - The Walking Frog, mars
- 1919: - Ung-Kung-Foy-Ya, Chinees intermezzo
- 1920: - Abdallah, Oriëntaalse foxtrot
- 1920: - An Autumn Romance, serenade
- 1920: - Hosts of Freedom, mars
- 1920: - Tuscarawas, mars
- 1921: - Cyrus The Great, Perzische mars
- 1921: - Hawkeye Fair, mars
- 1921: - Invictus, mars
- 1921: - June Twilight, wals
- 1921: - Monte Carlo, mars
- 1921: - Sir Henry, mars
- 1921: - The Attorney General
- 1921: - The Iowa Band Law, mars
- 1921: - The New Corn Palace
- 1923: - Cle Elum Eagles, mars
- 1923: - Cruiser Omaha, mars
- 1923: - Fete Triumphal, mars
- 1923: - In Old Pekin, een Chinese romance
- 1923: - Military Life, mars
- 1923: - Mournful Maggie, voor trombone en harmonieorkest
- 1923: - The Octopus and the Mermaid, een diepzee serenade
- 1923: - The Silver Fountain, wals
- 1923: - Vindication, mars
- 1923: - Yellowstone Trail, mars
- 1924: - In A Moonlit Garden, intermezzo
- 1924: - The Three Musketeers, mars
- 1925: - Mountain Trails, mars
- 1925: - Step On It!, mars
- 1925: - The Caravan Club, mars
- 1925: - The Masquerader, mars
- 1925: - Trouping Days, mars
- 1925: - True Blue, mars
- 1925: - Valiant Youth, mars
- 1926: - Alhambra Grotto, mars
- 1926: - Atta-Boy, mars
- 1926: - The Cardiff Giant, mars
- 1926: - The Kentucky Derby, mars
- 1926: - The New Madison Square Garden, mars
- 1926: - The Wanderer, ouverture
- 1927: - Bolivar, mars
- 1927: - Monahan Post, mars
- 1927: - Samson, mars
- 1927: - Sunny Spain, fantasie
- 1927: - The Lone Crusader, mars
- 1927: - The Whippet Race, galop
- 1928: - 140th Infantry, mars
- 1928: - Nazir Grotto, mars
- 1928: - Royal Hippodrome, galop
- 1928: - The Magic Garden, ouverture
- 1928: - The Pride of the Illini
- 1929: - 147th Field Artillery, mars
- 1929: - Franklin Post, mars
- 1929: - Pageantry, mars
- 1929: - The Kansas Bandman, mars
- 1929: - The Missouri Bandman, mars
- 1930: - The Goldman Band, mars
- 1930: - Youth and Progress, mars
- 1931: - Arkansas School Bands, mars
- 1931: - Dreamy Dawn, wals
- 1931: - International Favorites, mars
- 1931: - Mystic Night, wals
- 1931: - National Glory, ouverture
- 1931: - Prestissimo, galop
- 1931: - University of Idaho, mars
- 1932: - Morning Glory, wals
- 1932: - South Dakota State College, mars
- 1933: - The Purple Pageant, concertmars
- 1934: - The Big Cage, galop
- 1934: - The Desert Patrol, Oriëntaalse mars

- 1934: - The Lieutenant Commander, mars
- 1934: - Twilight, serenade
- 1934: - Vision of Cleopatra, Oriëntaalse wals
- 1935: - German Melodies, walsen selectie
- 1935: - The University of North Dakota, mars
- 1936: - Drake Relays, mars
- 1936: - Herald of Progress, mars
- 1936: - The Brigadier-General, mars
- 1936: - The University of Chicago, mars
- 1937: - Wisconsin's Pride, mars
- 1938: - Hawkeye Glory, mars
- 1938: - Michigan on Parade, mars
- 1938: - Old Vienna, ouverture
- 1938: - War March of the Tartars
- 1939: - Mighty Minnesota, mars
- 1941: - King Henry, mars
- 1941: - Omar Khayyam, ouverture miniature
- 1942: - Aces of the Air, mars
- 1942: - Bombardier, mars
- 1942: - Burma Patrol, Oriëntalse mars
- 1942: - Call to Victory, mars
- 1942: - Co-Eds On Parade, mars
- 1942: - Coast Guards, mars
- 1942: - Flying Cadets, mars
- 1942: - Gallant Marines, mars
- 1942: - Liberty Fleet, mars
- 1942: - Night Flight, mars
- 1942: - Pan American, mars
- 1942: - Phillipian Festival, mars
- 1942: - Pursuit Squadron, mars
- 1942: - Sky Ranger, mars
- 1942: - Thumbs-Up U.S.A., mars
- 1942: - Torch of Liberty March
- 1942: - United Nations, mars
- 1942: - Wings of Army, mars
- 1943: - A Moonlight Melody, serenade
- 1943: - Alamo, mars
- 1943: - Algeria, mars
- 1943: - Argonne, mars
- 1943: - Bunker Hill, mars
- 1943: - Chateau Thierry, mars
- 1943: - Custer's Cavalry, mars
- 1943: - General Grant, mars
- 1943: - General Lee, mars
- 1943: - Henderson Field, mars
- 1943: - Lexington, mars
- 1943: - Manila Bay, mars
- 1943: - Monterey, mars
- 1943: - Rough Riders, mars
- 1943: - Saint Mihiel, mars
- 1943: - Santiago, mars
- 1943: - Valley Forge, mars
- 1944: - Auld Lang Syne, mars
- 1944: - Circus Days, galop
- 1944: - The Voyager, ouverture
- 1945: - The Trombone King, mars
- 1946: - Iowa Centennial March
- 1946: - The Ohio Special, mars
- 1951: - Golden Days, ouverture
- 1952: - L.S.U. Tiger Triumph, mars
- 1955: - Allied Honor
- 1955: - Big Four
- 1955: - Bonds of Unity, mars
- 1955: - Free World, mars
- 1955: - Freedom City, mars
- 1955: - Glorious America, mars
- 1955: - March of Freedom
- 1955: - Miss Liberty, mars
- 1955: - New Frontiers, mars
- 1955: - Our Heritage, mars
- 1955: - Peace Jubilee March
- 1955: - Peacemaker, mars
- 1955: - The American Way, mars
- 1955: - Voice of America, mars
- 1955: - We Stand United, mars
- 1955: - Wings for Peace, mars
- 1959: - Black and Gold Line
- 1961: - Diamond Jubilee March
- 1961: - The Center Ring, mars
- 1962: - The Home Town Boy March
- - All the King's Men
- - Fantasie originale
- - Flying with the Colors
- - Fountain of Youth
- - Golden Dragon, ouverture
- - Greater Canton, mars
- - Imperial, mars
- - La Roquina
- - Loyal Americans, mars
- - Plucking Roses, intermezzo
- - Regi-men
- - Salute to the Colors March
- - Spencer Fair
- - Spirit of Minstrelsy

### Kamermuziek
- 1934: - A Night in June, voor kopersextet (2 kornetten, hoorn, trombone, bariton en tuba)

### Werken voor piano
- 1916: - Alpine Sunset, romantische wals
- 1929: - The Pride of the Illini, mars